# Віолета Булц
Віоле́та Булц (словен. Violeta Bulc; нар. 24 січня 1964, Любляна, Словенія) — словенська політична діячка та підприємиця. Колишня міністерка без портфеля, відповідальна за розвиток, стратегічні проекти та співробітництво з 19 вересня 2014 року та віцепрем'єрка в уряді Міро Церара.
10 жовтня 2014 року оголошено, що Булц буде номінована від Словенії в Європейську комісію Жана-Клода Юнкера на заміну Аленки Братушек. Віцепрезидент Єврокомісії з питань Енергетичного союзу з 1 листопада 2014 року.

## Біографія
Була підприємицею й консультанткою з багаторічним досвідом у галузі проривних стратегій розвитку для компаній, місцевих громад і агентств регіонального розвитку. 
Закінчивши факультет електротехніки Університету Любляни, вона продовжувала навчання в аспірантурі Golden Gate University в Сан-Франциско і у IEDC-Bled School of Management, де пройшла програму PMBA у 2002 році. Приділяє увагу розвитку інноваційних структур для масових інновацій та інтернаціоналізації проєктів розвитку. Зробила внесок у численні середовища з систематичним веденням проєктної роботи, управління цілями та інноваційної культури. За роки роботи в експертних групах ЄС отримала багатий досвід роботи в середовищі європейської адміністрації.